# 安娜·雅蓋洛
安娜·雅蓋洛（德語：Anna Jagiello von Böhmen und Ungarn；1503年7月23日—1547年1月27日），波希米亞與匈牙利王后，丈夫是斐迪南一世，英國維多利亞女王的母親是其第三女瑪麗亞的後代子孫之一。
安娜的父親是波希米亞與匈牙利國王弗拉迪斯拉夫二世/烏拉斯洛二世。弟弟拉約什二世於1526年死於戰場後，匈牙利被奧地利與鄂圖曼土耳其帝國瓜分，波希米亞與匈牙利王位由斐迪南一世繼承，波希米亞與匈牙利從此由哈布斯堡王朝所控制。

## 家庭
1521年，安娜與斐迪南一世結婚，共有4子11女：
- 伊莉莎白（1526年—1545年），早逝
- 马克西米利安二世 （1527年—1576年），神聖羅馬皇帝
- 安娜（1528年—1590年），巴伐利亚公爵夫人
- 斐迪南二世（1529年—1595年），上奧地利大公
- 瑪麗亞（1531年—1581年），於利希-克萊沃-伯格公爵夫人
- 玛格达列娜（1532年—1590年），修女
- 卡塔里娜（1533年—1572年），波蘭王后
- 艾蕾諾爾（1534年—1594年），曼切華公爵夫人
- 玛格丽特（1536年—1567年），修女
- 約翰（1538年—1539年），夭折
- 芭芭拉（1539年—1572年），费拉拉公爵夫人
- 卡爾二世（1540年—1590年），內奧地利大公
- 烏蘇拉（1541年—1543年），夭折
- 海伦娜（1543年—1574年），修女
- 约翰娜（1547年—1578年），托斯卡纳大公夫人